# ポール・ラニアン
ポール・ラニアン（Paul Runyan, 1908年7月12日 - 2002年3月17日）は、アメリカ・アーカンソー州ホットスプリングス出身のプロゴルファーである。フルネームは Paul Scott Runyan （ポール・スコット・ラニアン）という。小柄ながら、抜群の小技でサム・スニード等の飛ばし屋とアメリカツアーで渡り合っていたことから「Little Poison（小さな毒虫）」という異名を持った。平均飛距離231ヤードとされるなか、賞金王にもなった。

## 略歴
ラニアンは17歳でプロに転向し、22歳になった1930年にツアー初優勝。1933年から1934年にかけて、メジャータイトルである全米プロゴルフ選手権を含め、ツアー16勝を挙げた。PGAツアー通算28勝（現メジャーのPGA選手権の2勝含む）。
1930年代後半からプレーヤーとしてだけでなく、指導者として活躍し、死去する3週間前まで70年近くに渡って、多くのトッププロを指導した。教えを受けた有名プロに、ジーン・リトラー、ミッキー・ライトがいる。
1990年に世界ゴルフ殿堂入り。
2002年3月17日、カリフォルニア州パームスプリングスの病院で肺炎のため、93歳で死去。

## プロ優勝

### PGAツアー (29)
- 1930 (2) North and South Open, New Jersey Open
- 1931 (2) Metropolitan PGA, Westchester Open
- 1932 (1) Gasparilla Open Match Play
- 1933 (9) Agua Caliente Open, Miami Biltmore Open (3月), Virginia Beach Cavalier Open, Eastern Open Championship, National Capital Open, Mid-South Pro-Pro (with ウィリー・マクファーレン), Mid-South Open (tie with ウィリー・マクファーレン and ジョー・ターネサ), Miami International Four-Ball (with Horton Smith), Pasadena Open
- 1934 (6) St. Petersburg Open, Florida West Coast Open, Tournament of the Gardens Open, The Cavalier Open, Metropolitan Open, 全米プロゴルフ選手権
- 1935 (4) North and South Open, Grand Slam Open, Westchester Open, Metropolitan PGA
- 1936 (2) Westchester Open, Metropolitan PGA
- 1938 (1) 全米プロゴルフ選手権
- 1939 (1) Westchester Open
- 1941 (1) Goodall Round Robin

太字はメジャー選手権優勝

### その他優勝
this list is probably incomplete
- 1934 Westchester Open
- 1938 アルゼンチン・オープン
- 1942 Westchester Open
- 1947 Southern California PGA Championship

### シニア優勝
- 1961 全米プロシニアゴルフ選手権, 世界シニア選手権
- 1962 全米プロシニアゴルフ選手権, 世界シニア選手権